# Schlacht bei Zusmarshausen
Wallerfangen – Dömitz – Haselünne – Wittstock – Rheinfelden – Breisach – Wittenweiher – Vlotho – Ochsenfeld – Chemnitz – Bautzen – Freiberg – Riebelsdorfer Berg – Dorsten – Preßnitz – La Marfée – Wolfenbüttel – Kempener Heide – Schweidnitz – Breitenfeld – Tuttlingen – Freiburg – Philippsburg – Jüterbog –  Jankau – Herbsthausen – Alerheim – Brünn – Korneuburg – Totenhöhe – Hohentübingen –  Triebl – Zusmarshausen – Wevelinghoven – Dachau –  Prag
Die Schlacht bei Zusmarshausen am 17. Mai 1648 war die letzte große Feldschlacht des Dreißigjährigen Kriegs (1618–1648), die auf deutschem Boden ausgetragen wurde. Die Truppen des Kaisers Ferdinand III. und des bayerischen Kurfürsten Maximilian I. wurden von der vereinten französischen und schwedischen Armee geschlagen und zum Rückzug gezwungen. In der Folge wurde Bayern von den Schweden und Franzosen verwüstet.

## Vorgeschichte
Die Armeen Frankreichs und Schwedens hatten sich im April 1648 zum dritten Mal vereinigt. Ihr Heer bestand nun aus etwa 30.000 Mann: 18.000 Reitern, 11.000 Fußsoldaten sowie der Artillerie. Kaiserliche und Bayern waren zahlenmäßig erheblich schwächer; zudem verhinderten Rivalitäten zwischen dem kaiserlichen Generalissimus Melander von Holzappel und Graf Gronsfeld, dem Anführer des besser ausgerüsteten bayerischen Heeresteils, zunächst eine koordinierte Gesamtstrategie.
Demgegenüber hatten sich die gegnerischen Feldherren Wrangel und Turenne bereits vorher auf einen gemeinsamen Feldzugsplan geeinigt: Man wollte zunächst das Südufer der Donau gewinnen, dann das Kurfürstentum Bayern erobern und schließlich von Bayern aus entlang der Donau einen Stoß gegen Wien führen. Die Voraussetzung für das Gelingen des Feldzugs war allerdings, das vereinigte kaiserlich-bayerische Heer so zu schlagen, dass es diesen Plänen keinen Widerstand mehr entgegensetzen konnte.
Noch im April 1648 hatten Melander und Gronsfeld vergeblich versucht, die Schweden und Franzosen zu stellen, indem sie ihnen den Weg nach Westen verlegten. Nun wollte Melander seinem Heeresteil zwischen Ulm und Augsburg eine Ruhepause gönnen, gleichzeitig aber auch Bayern gegen die Feinde decken.
Am 1. Mai 1648 überschritt die kaiserliche Armee die Donau über die Brücke von Donauwörth nach Süden, in der Nacht zum 2. Mai 1648 folgte die bayerische Armee. Die Truppen plünderten Zusmarshausen, Burgau und umliegende Ortschaften, Klöster und Schlösser, ohne dass die Kommandeure einschritten. Erst am 6. Mai, nachdem das Hauptquartier in Günzburg eingenommen und dort ein Lager aufgeschlagen worden war, hörten die Plünderungen auf.
Am 11. Mai 1648 brachen Wrangel und Turenne mit ihren Armeen direkt zur Donau auf. Am 12. Mai marschierten sie nach Langenau und am 13. Mai griffen sie die Brücke von Günzburg an, doch den Anschlag konnte Melander abwehren, indem er die Brücke „abwerfen“ ließ und sich schon am 14. Mai mit seinem Heer auf den Weg nach Burgau machte. Zwischen Burgau und Augsburg kam es am 17. Mai 1648 zu mehreren Gefechten, die als Schlacht bei Zusmarshausen in die Geschichte eingingen.

## Das Gelände
Das ehemalige Schlachtfeld erstreckt sich über eine etwa 25 km lange Strecke bis in die Nähe von Augsburg. Im Westen wird das Gelände durch die Zusam begrenzt, die wie der Lech von Süd nach Nord verläuft und in die Donau mündet. Im Osten bilden Wertach, Lech und die ehemalige Reichsstadt Augsburg die Grenze. Die als Achse der Gefechte benutzte Straße entspricht in ihrem Verlauf etwa der ehemaligen Bundesstraße 10. Ab Zusmarshausen, von West nach Ost, stieg jene Straße leicht an und schnitt dann zunächst rechter Hand das Tal des Rothbaches, anschließend sein Quellgebiet. Auf dem Weg ins Tal des Flüsschens Schmutter fiel die Gefechtsstraße langsam ab, tangierte in ihrem weiteren Verlauf Biburg und das Dorf Schlipsheim, das sich links der Biburger Mühle befindet, und schnitt, auf ihrem Weg zu den Toren Augsburgs, schließlich die Schmutter.
Das Rothtal war versumpft und morastig. Der Sumpf reichte teilweise bis zur Straße östlich von Horgau und umschloss sie an einigen Stellen. Der Streitheimer Forst, nördlich der Straße zwischen Horgau und Zusmarshausen, bestand aus dichtem Wald, der für Kavallerie und Fuhrwerke kein Durchkommen bot. Hinter Horgau, in östliche Richtung nach Schäfstoß, wo die nördliche mit den südlichen Quellen des Rothbaches zusammenfließt, ging das Sumpfgebiet beiderseits der Straßen in einen Wald über. Dieser Wald war die Wassergrenze zwischen dem Rothbach, der im Westen in die Zusam mündet, und dem Biberbach, der im Osten in die Schmutter fließt. Ausläufer dieses Waldes reichten noch bis zu den steilen Hängen bei Schlipsheim und der Biburger Mühle. Das Ostufer der Schmutter war freier und übersichtlicher. Wiesen und leicht ansteigende Äcker wechselten sich ab, bis hin zum flussabwärts gelegenen Gelände gegenüber von Hainhofen. Hier war das Gelände für alle Truppen gut zugänglich. Erst auf Höhe des Sandberges im Süden nahm die Waldfläche des rauen Forsts wieder zu, die nur zu Fuß erreichbar und passierbar war.

## Der Aufmarsch
Am 16. Mai verblieb Melander mit dem gesamten kaiserlich-bayerischen Heer und dem Tross in Zusmarshausen. Feldmarschall Wrangel und Feldmarschall Turenne jedoch gönnten ihren Truppen keine Pause. Sie waren über die Günzburger Brücke nach Langenau und von dort aus zu ihrer Basis nach Lauingen marschiert.
Von dort aus schickten sie noch am 16. Mai eine kampfstarke Abteilung von neun Kavallerieregimentern (sechs schwedischen und drei französischen) mit insgesamt 8.000 Pferden nach Südosten. Als diese Abteilung den Feind sichtete, rückten die Verbündeten unverzüglich nach und überschritten ohne Tross in der Nacht vom 16. zum 17. Mai die Donau nach Süden.
Holzappel, der von einem Bauern und seiner Aufklärung vor dem Gegner gewarnt worden war, sprach sich umgehend mit Gronsfeld ab, da er einen Weitermarsch nach Augsburg für dringend notwendig hielt.
Die Zugordnung des 17. Mai 1648
Die überlieferte Zugordnung, welche Melander für den Aufbruch nach Augsburg ausarbeitete, lautet wie folgt:
1. "Ein Kur Bayrischer Haubtmann mit 50 Mußquetierern neben allen Kurbayrischen bruckmaistern, Schanzgräbern unnd Zimmerleuthen."
2. "Ebersteinisch treffen."
3. "Kur Bayrisch Fußvolkh."
4. "Kur Bayr. Stückh."
5. "Kays. Fußvolckh."
6. "Kays. Stückh."
7. "Kur Beyr. Zeug- und Hoffstatt."
8. "Kays. Zeug- und Hoffstatt."
9. "Kur Bayr. Troß und Wagen."
10. "Kays. Troß und Wagen."
11. "Vier kleine kaiserl. Stückh."
12. "Ein ordtnung Kays. Fußvolck."
13. "Montecuccoli Treffen."
14. "Kays. Kroaten."
15. "All quartiermeister sollen sich im vorzug finden lassen."

## Verzögerungsgefechte
Die Derrièregarde (Nachhut) aus 800 kaiserlichen Musketieren und 1.500 Reitern übergab Melander dem bewährten Feldmarschallleutnant Grafen Montecuccoli. Assistenz leisteten ihm die Feldmarschallleutnante Pompei und Sporck, die Musketiere kommandierte Oberst Graf Starhemberg. Am 17. Mai um 7:00 Uhr meldeten die von Montecuccoli zur Aufklärung angesetzten Kroaten, dass sich feindliche Kavallerie nähere. Gegen 7:30 Uhr hatte Montecuccoli das erste Zusammentreffen nördlich von Zusmarshausen und des Rothbaches mit dem schwedischen Vortrab unter Oberst Krucke.
Der Italiener wehrte den ersten feindlichen Angriff aus seinen gut verschanzten Stellungen ab und warf durch den Gegenangriff eines verdeckt bereitgestellten Reitertreffens den schwedischen Kavallerievortrab zurück; dabei wurden zahlreiche Gefangene gemacht. Kurz darauf benachrichtigte Montecuccoli Melander, dass die gesamte feindliche Reiterei im Vormarsch sei, worauf dieser das Ausweichen seiner Nachhut befahl. Montecuccoli selbst ließ zunächst sein Fußvolk und die Artillerie ausweichen: Pompei führte sie bis an den Westrand von Herpfenried und ließ sie dort beiderseits der Marschstraße eine erhöhte Stellung beziehen, die die Feuerkraft der Artillerie und Musketiere voll zur Geltung brachte und zugleich eine Umgehung durch den Feind verhinderte: Rechts und weiter ansteigend breitete sich der dichte und nicht durchreitbare Streitheimer Forst aus, links fiel das Terrain in die sumpfige Rothniederung ab.
Unterdessen bestand Montecuccoli mit seiner Reiterei einen neuen Abwehrkampf gegen die inzwischen erheblich verstärkte schwedisch-französische Kavallerie unter Turenne, der an diesem Tag die Arrièregarde (Vorhut) des „Heeres der beiden Kronen“ befehligte: Die kaiserliche Reiterei ging hinter die Stellungen ihres Fußvolkes und ihrer Artillerie zurück und es gelang Montecuccoli aufgrund ihrer überlegenen Feuerkraft, den Reiterangriff Turennes noch westlich von Herpfenried aufzuhalten. Auch die neue Absetzbewegung der kaiserlichen Fußtruppen und der Artillerie nach Osten verlief geordnet. Obwohl die Verluste Montecuccolis nach über vierstündigen Gefechten noch gering waren – das Fußvolk, die Reiterei und die Artillerie seiner Nachhut waren fast noch völlig intakt – und obwohl die zweite Absetzbewegung planmäßig anlief, wurde die Lage für ihn schwierig. Turenne warf neue Kavallerieverbände, darunter auch sein Leibregiment, zwischen Montecuccolis Fußvolk und die Artilleriestellungen.
In dieser kritischen Phase zwischen zweiter und dritter Verzögerungsstellung führte Melander selbst frische Truppen vor: 400 Reiter unter Oberst Boccomayor, 500 Musketiere unter Oberst Hauser sowie zwei leichte Feldkanonen; diese und die Musketiere ließ er bei Horgau eine gut gewählte Anfangsstellung beziehen, nämlich direkt an der Enge zwischen Horgau und Schäfstoß, gebildet durch die Sumpfniederung des nördlichen Quellzuflusses des Rothbaches und in Anlehnung an das enge Waldstück, durch das hier die Straße verlief. Wie vor einem engen Rohr sollte sich hier der feindliche Angriff stauen. Melander ließ den natürlichen Geländevorteil noch durch einen in aller Eile angelegten Baumverhau verstärken. Zunächst stand auch das dritte Verzögerungsgefecht längere Zeit recht günstig für die Kaiserlichen. Montecuccolis abgekämpftes Fußvolk rückte durch offengelassene Lücken in den Baumsperren in die angewiesenen Stellungen ein. Der Oberkommandierende ritt noch einmal eine kurze Strecke zurück, nachdem er einen ersten unmittelbaren Eindruck vom Kampfgeschehen bei seiner Nachhut gewonnen hatte, um an seinen Generalfeldzeugmeister Freiherrn von Fernemont und an Gronsfeld den Befehl abzufertigen, das Gros des kaiserlich-bayerischen Heeres an einem geeigneten Ort in Schlachtordnung aufzustellen. Er seinerseits wolle zunächst Montecuccoli beistehen. Danach ritt er über die Enge hinaus vor, wahrscheinlich mit einigen Reitern Boccomayors. Der Nachtrab Montecuccolis wurde derweil von allen Seiten angegriffen und vermischte sich mit dem Feind. Melander wurde mitten ins Kampfgetümmel gerissen. Aus naher Entfernung traf ihn etwa gegen 12:00 Uhr ein Schuss in den Oberkörper. Dem Oberstwachtmeister Major Spubnac von den Capaunischen Reitern gelang es mit zwei Soldaten seines Regimentes, Melander hinter einen Baum zu schaffen; er wurde unverzüglich nach Augsburg gebracht. Montecuccoli, der inmitten seines Nachtrabs kämpfte, nahm sein Pferd am Zügel, durchquerte den Morast und rettet sich hinter die eigene Feuerlinie.
Inzwischen waren die Bollwerke verschlossen und wurden gegen die frontalen Angriffe der Dragoner Turennes verteidigt. Aus der Tiefe starteten schwedische Kavallerieregimenter unter General Königsmarck einen Umfassungsangriff gegen Montecuccolis rechte Flanke; Turenne setzte eine Umfassung in kürzerem Bogen links an. Montecuccoli erkannte die Gefahr und befahl das Ausweichen der sechs Geschütze sowie seines Reitertreffens auf die Straße, den einzigen durch den Wald führenden Rückweg. Die Musketiere hatten ihre Stellungen gegen den zusätzlich frontal drückenden Turenne vorerst zu halten.
Der Rückzug drohte zeitweilig zur Flucht auszuarten. Die Geschütze mussten auf der verstopften Straße bald wieder ausgespannt werden; sie und ein großer Teil der kaiserlichen Gepäckwagen gingen dabei verloren. Das Reitertreffen Montecuccolis traf noch einigermaßen geschlossen, aber stark gelichtet am Ostufer der Schmutter ein, wohingegen sich die Musketiere Starhembergs und Hausers in Einzeltrupps – einer davon immerhin 100 Mann stark – durchschlagen mussten und noch Stunden nach der Reiterei auf Umwegen bei ihren Fahnen eintrafen.
Die drei Verzögerungsgefechte – nördlich von Zusmarshausen, hart westlich von Herpfenried und östlich von Horgau – dauerten von 7:00 Uhr morgens bis etwa 14:00 Uhr nachmittags und spielten sich auf einer Strecke von mehr als 10 Kilometern ab.

## Die Verteidigung
Mittlerweile hatte Gronsfeld den Oberbefehl übernommen, den Auftrag Melanders ausgeführt und das kaiserlich-bayerische Heer am Ostufer der Schmutter Stellung beziehen lassen. Dies erwies sich als vorausschauend, denn so beherrschten die Truppen das Schmuttertal und konnten einerseits den bereits laufenden Rückmarsch des Trosses nach Augsburg decken und andererseits die Aufnahme der Einheiten Montecuccolis sicherstellen. Zum Teil geschützt durch Erdwälle wurden die Pikenierverbände außerhalb des vorausgesehenen Wirkungsbereichs der feindlichen Artillerie nach hinten versetzt auf beiden Seiten der Straße nach Augsburg aufgestellt. Unterhalb der Pikeniere fuhr die kaiserliche und bayerische Artillerie in zwei Hauptgruppen auf, sodass sie ihr Feuer auf das Terrain zwischen Biburg und Schlipsheim konzentrieren konnte. Auf der anderen Seite, also noch auf dem Westufer der Schmutter, sicherten mehrere kampfstarke bayerische Schwadronen die Straße. Die Musketiere besetzten in breiter Front die östliche Uferzone, sodass sie aus versteckten Stellungen, aus Gestrüpp und Baumgruppen auf das Westufer und auf die erwarteten Übergangsstellen schießen konnten. Die Reiterei war regimentsweise mit kleinen Lücken und in geringer Tiefe (d. h. in wenigen Reihen) vom Sandberg bis zur Flussniederung zwischen Schlipsheim und Hainhofen postiert. Der bayerische Teil des Heeres hatte vorher noch nie gekämpft, aber es waren reichlich Munition und Ausrüstung vorhanden. Nach 14:00 Uhr preschte Montecuccoli mit seinen Reitern über die Brücke zurück. Die bayerischen Sicherungsschwadronen bei Schlipsheim rieben die Verfolger fast vollständig auf.
Inzwischen besetzte schwedische und französische Kavallerie die Plateaus oberhalb der steilen Hänge auf beiden Seiten der Straße. Sie führte die erbeuteten Geschütze mit und versuchte unter deren Feuerschutz den Übergang über die Schmutter zu erzwingen, wurde jedoch abgewiesen.
Schließlich tauchte auch die schwedisch-französische Infanterie auf, die aus dem Marsch heraus ständig verstärkt wurde. Gegenüber der inzwischen zerstörten Biburger Mühle stellten sich gemischte Brigaden zum Angriff bereit. Wrangel und Turenne zogen zeitgleich ihre Artillerie heran und ließen den Gegner aus 30 eigenen und sechs erbeuteten Geschützen beschießen. Gegenüber dem rechten Flügel des kaiserlich-bayerischen Heeres gelang es der Kavallerie trotz des gegnerischen Feuers über den Fluss zu kommen. Im sofortigen Gegenangriff der kaiserlichen Reiterregimenter Königseck und Liège unter Führung des Feldmarschallleutnants von Eberstein wurde sie jedoch zurückgeworfen und wich daraufhin auf das Westufer der Schmutter aus. Weitere Übergangsversuche unternahmen Wrangel und Turenne nicht mehr. Während der Kanonade zeichneten sich besonders die Regimenter Starhemberg und Elter aus, die trotz hoher Verluste ihre Stellung behaupteten. Oberst Starhemberg, der sich nach dem letzten Verzögerungsgefecht zu Fuß durchgeschlagen hatte, begab sich sofort zu seinem Regiment und übernahm wieder dessen Führung. Später ließ Gronsfeld diese beiden Fußregimenter und die dahinter stehende Kavallerie ablösen, u. a. durch die beiden Reiterregimenter Alt-Colben und Jung-Colben.
Den ganzen Nachmittag bis zur anbrechenden Dunkelheit wurde das Geschützfeuer auf beiden Seiten unvermindert heftig unterhalten, viele der am Ufer postierten Schützen standen fast ununterbrochen im Kampf; allein die nicht besonders zahlreichen bayerischen Musketiere sollen über 40.000 Schuss abgegeben haben.
In der Nacht von 17. auf den 18. Mai nahm Gronsfeld schließlich das gesamte Heer in relativ guter Ordnung, wenngleich ohne Tross, bis unter die Geschütze der Reichsstadt und Festung Augsburg zurück, während Wrangel und Turenne ihre vereinigten Armeen noch einige Zeit in Schlachtordnung auf dem Westufer der Schmutter stehen ließen, da ihnen der Abzug Gronsfelds wohl zunächst nicht auffiel.
Dieser ließ bei seinen Truppenteilen am Sandberg Feuer anzünden und unterhalten, um auf diese Weise Lagerfeuer vorzutäuschen. Die kaiserlich-bayerische Artillerie feuerte trotz der Dunkelheit noch mehrmals aus allen Rohren, gleich danach wurden die Kanonen bespannt und unter Reiter- und Fußvolkbedeckung nach Augsburg in Marsch gesetzt. Das Fußvolk vom Sandberg folgte, eine Stunde später auch die Reiterei, während sie versuchte, den Lichtschein der Lagerfeuer zu umgehen und nicht aufzufallen. Die Musketiere am Ufer gingen einzeln zu ihren abseits des Flusses gelegenen Sammelplätzen zurück, während die Dragoner ihre Verschanzung verließen und ohne Unterlass schossen, um den Gegner abzulenken. Gronsfeld befand sich bei diesen zwölf Schwadronen. Zuletzt ließ er auch diese vom Feind abrücken. Unverfolgt und ohne Verluste, wenngleich mit reduziertem Tross, erreichte er den Schutz der Wälle von Augsburg. Die Schweden und Franzosen blieben bis zum 23. Mai im Raum Biburg – Schlipsheim – Hainhofen. Von dort gab Wrangel seine Gefechts- und Schlachtschilderung, die auch den Westfälischen Friedenskongress erreichte, während Montecuccoli und Fernemont am 18. bzw. 19. Mai aus Augsburg ihrem Kaiser berichteten.

## Folgen
Gronsfeld nahm nach der Schlacht eine Verteidigungslinie am Lech ein. Als er sich nicht mehr in der Lage fühlte, den Fluss gegen schwedische Überschreitungsversuche zu halten, ordnete er am 27. Mai einen Rückzug an. Der bayerische Kurfürst Maximilian ließ ihn daraufhin am 3. Juni verhaften. Sein interimistischer Nachfolger, der bisherige bayerische Generalfeldzeugmeister Hunolstein konnte mit dem sich zurückziehenden Heer erst am Inn eine wirksame Verteidigungslinie aufbauen und Ende Juni den weiteren Vormarsch der Gegner aufhalten. Bayern wurde von schwedischen und französischen Truppen verwüstet. Erst Ende Juli zogen diese sich aufgrund schlechter Versorgungslage an die Isar zurück, wohin die kaiserlich-bayrische Armee unter Piccolomini als neuem Oberbefehlshaber folgte, der seine Armee mit Verstärkungen aus Böhmen wieder auf vergleichbare Stärke gebracht hatte. Im September nahm Piccolomini eine Offensive auf, überquerte die Isar, wo Johann von Werth bei Dachau am 6. Oktober die schwedische Kavallerie schlug, und drängte die Gegner bis Mitte des Monats über den Lech zurück.
Parallel war allerdings ein schwedisches Heer in Böhmen eingefallen, hatte die dort geschwächte Verteidigung ausgenutzt und am 26. Juli die Prager Kleinseite im Handstreich erobert. In der Folge belagerten die Schweden die Alt- und Neustadt Prags bis zum Ende des Krieges. Piccolomini hatte bereits Anfang September 2000 Mann unter Johann von Sporck nach Böhmen gesandt. Ende Oktober durchquerte er selbst die Oberpfalz mit der kaiserlichen Armee auf dem Weg dorthin. Die Kunde von der feierlichen Unterzeichnung des Westfälischen Friedens am 24. Oktober 1648 erreichte Anfang November die Kaiserlichen und Schweden, womit die Kampfhandlungen eingestellt wurden.